# Mandagere
Mandagere er en mindre landsby i distriktet Mandya i delstaten Karnataka i Indien.
Byen ligger på vejen mellem Kikkeri og Holenarasipura.

## Transport
Mandagere jernbanestation ligger på Mysore-Arasikere linjen. Kun langsommere tog standser her (lokaltog).

## Billedgalleri
- Mandagere jernbanestation
- Tog ved stationen
- Templet i Mandagere
- Mandagere Highschool

12°44′N 76°23′Ø / 12.73°N 76.38°Ø